# Nanteuil-la-Forêt
Pour les articles homonymes, voir Nanteuil.
Nanteuil-la-Forêt est une commune française située dans le département de la Marne, en région Grand Est.

## Géographie

### Localisation
Nanteuil-la-Forêt se trouve dans l'ouest du département de la Marne, en région Grand Est. La commune appartient à la région agricole du Tardenois.
La commune de Nanteuil-la-Forêt s'étend sur une superficie de 1 455 hectares, au sein du parc naturel régional de la Montagne de Reims.
Par la route, Nanteuil-la-Forêt se situe à 12 km d'Épernay, sous-préfecture, à 26 km de Reims, principale ville du département, et à 57 km de Châlons-en-Champagne, préfecture. Nanteuil-la-Forêt fait en outre partie du bassin de vie d'Épernay.
Nanteuil-la-Forêt est limitrophe de 10 communes :
| Pourcy            | Écueil, Chamery   | Courtagnon             |
| Chaumuzy          | Nanteuil-la-Forêt | Sermiers, Saint-Imoges |
| Fleury-la-Rivière | Cormoyeux         | Hautvillers            |

### Géologie et relief
Sur son territoire, l'altitude varie de 148 à 272 mètres.
Le relief est marqué par deux vallées : celle du ruisseau des Iselles, où se trouve le village de Nanteuil-la-Forêt au centre de la commune, et celle de l'Ardre qui passe au nord près du hameau de la Presle. Entre les deux s'élève le sommet le Moulin à Vent à 222 mètres d'altitude. Les hauteurs dépassent les 250 m au nord de la Presle et au sud de la commune sur la plateau de la Montagne de Reims (Bois de Nanteuil, Bois de Saint-Quentin et Talma).

### Hydrographie

#### Réseau hydrographique
La commune est traversée par la ligne de partage des eaux entre les régions hydrographiques « la Seine de sa source au confluent de l'Oise (exclu) » et « la Seine du confluent de l'Oise (inclus) à l'embouchure » au sein du bassin Seine-Normandie. Elle est drainée par l'Ardre, le ruisseau des Iselles, la noue des Crapauds, le cours d'eau 01 de la Mare, le cours d'eau 01 du Moulin de la Presle, le Fossé de Talma et le ruisseau de Courton,.
L'Ardre, d'une longueur de 39 km, prend sa source dans la commune de Saint-Imoges et se jette dans la Vesle à Fismes, après avoir traversé 18 communes.
Un plan d'eau complète le réseau hydrographique : l'étang de Saint-Imoges (2,5 ha),.

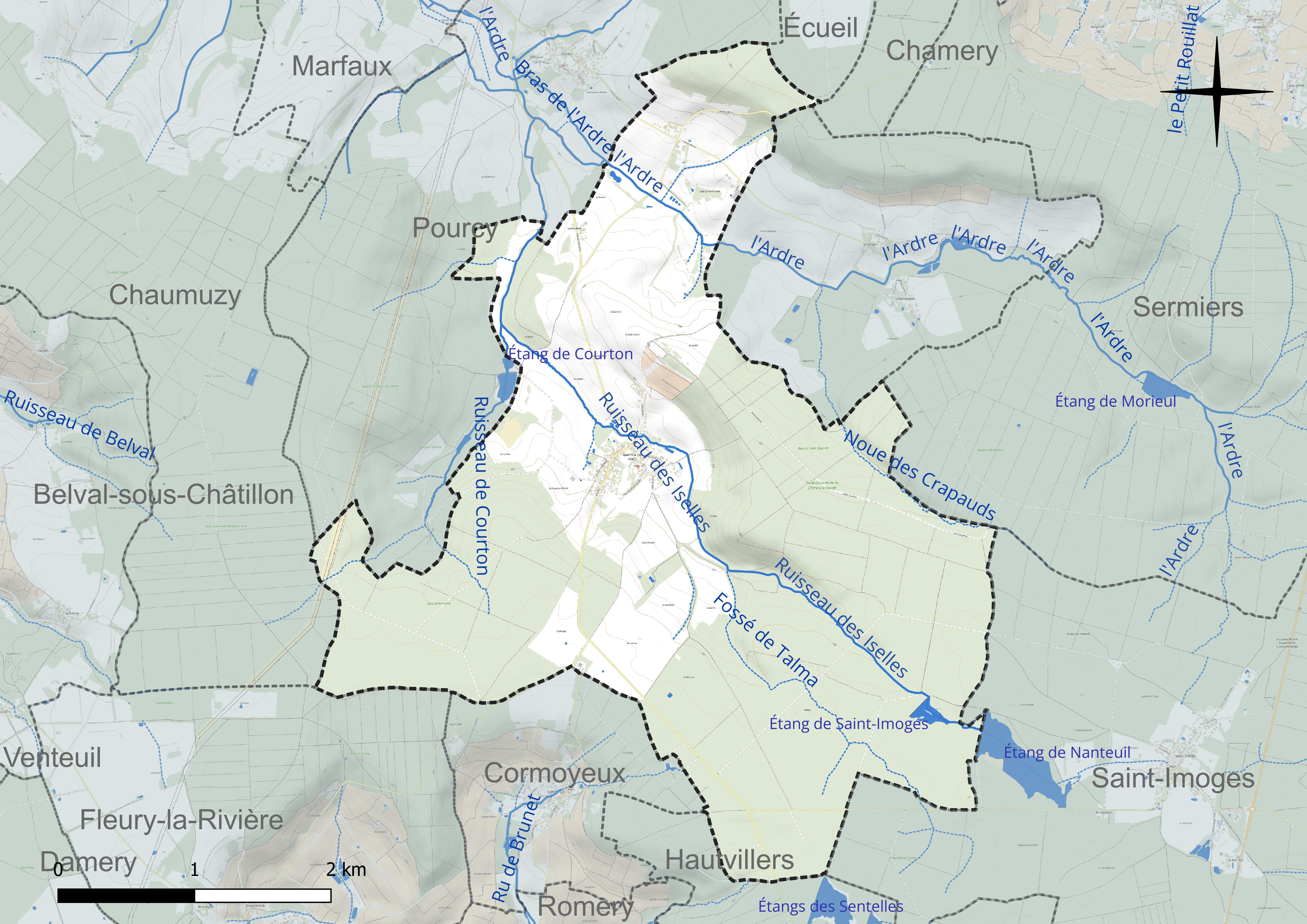
Réseau hydrographique de Nanteuil-la-Forêt.

#### Gestion et qualité des eaux
Le territoire communal est couvert par le schéma d'aménagement et de gestion des eaux (SAGE) « Aisne Vesle Suippe ». Ce document de planification, dont le territoire s’étend sur 3 096 km2 répartis sur trois départements (Aisne, Marne et Ardennes) et deux régions (Champagne-Ardenne et Picardie), a été approuvé le 16 décembre 2013. La structure porteuse de l'élaboration et de la mise en œuvre est le Syndicat d’aménagement des bassins Aisne Vesle Suippe (SIABAVES).
La qualité des cours d’eau peut être consultée sur un site dédié géré par les agences de l’eau et l’Agence française pour la biodiversité.

### Climat
Pour des articles plus généraux, voir Climat du Grand Est et Climat de la Marne.
En 2010, le climat de la commune est de type climat océanique dégradé des plaines du Centre et du Nord, selon une étude du Centre national de la recherche scientifique s'appuyant sur une série de données couvrant la période 1971-2000. En 2020, Météo-France publie une typologie des climats de la France métropolitaine dans laquelle la commune est exposée à un climat océanique altéré et est dans la région climatique Nord-est du bassin Parisien, caractérisée par un ensoleillement médiocre, une pluviométrie moyenne régulièrement répartie au cours de l’année et un hiver froid (3 °C).
Pour la période 1971-2000, la température annuelle moyenne est de 10,4 °C, avec une amplitude thermique annuelle de 15,7 °C. Le cumul annuel moyen de précipitations est de 814 mm, avec 11,8 jours de précipitations en janvier et 8,2 jours en juillet. Pour la période 1991-2020, la température moyenne annuelle observée sur la station météorologique de Météo-France la plus proche, « Chambrecy-Civc », sur la commune de Chambrecy à 9 km à vol d'oiseau, est de 10,7 °C et le cumul annuel moyen de précipitations est de 734,0 mm. 
La température maximale relevée sur cette station est de 40,3 °C, atteinte le 25 juillet 2019 ; la température minimale est de −22,1 °C, atteinte le 17 janvier 1985,,.
Les paramètres climatiques de la commune ont été estimés pour le milieu du siècle (2041-2070) selon différents scénarios d'émission de gaz à effet de serre à partir des nouvelles projections climatiques de référence DRIAS-2020. Ils sont consultables sur un site dédié publié par Météo-France en novembre 2022.

## Urbanisme

### Typologie
Au 1er janvier 2024, Nanteuil-la-Forêt est catégorisée commune rurale à habitat dispersé, selon la nouvelle grille communale de densité à sept niveaux définie par l'Insee en 2022.
Elle est située hors unité urbaine. Par ailleurs la commune fait partie de l'aire d'attraction de Reims, dont elle est une commune de la couronne,. Cette aire, qui regroupe 294 communes, est catégorisée dans les aires de 200 000 à moins de 700 000 habitants,.

### Occupation des sols
L'occupation des sols de la commune, telle qu'elle ressort de la base de données européenne d’occupation biophysique des sols Corine Land Cover (CLC), est marquée par l'importance des forêts et milieux semi-naturels (65,6 % en 2018), une proportion identique à celle de 1990 (65,6 %). La répartition détaillée en 2018 est la suivante : forêts (65,6 %), terres arables (23,5 %), prairies (7,9 %) et zones agricoles hétérogènes (3 %). L'évolution de l’occupation des sols de la commune et de ses infrastructures peut être observée sur les différentes représentations cartographiques du territoire : la carte de Cassini (XVIIIe siècle), la carte d'état-major (1820-1866) et les cartes ou photos aériennes de l'IGN pour la période actuelle (1950 à aujourd'hui).

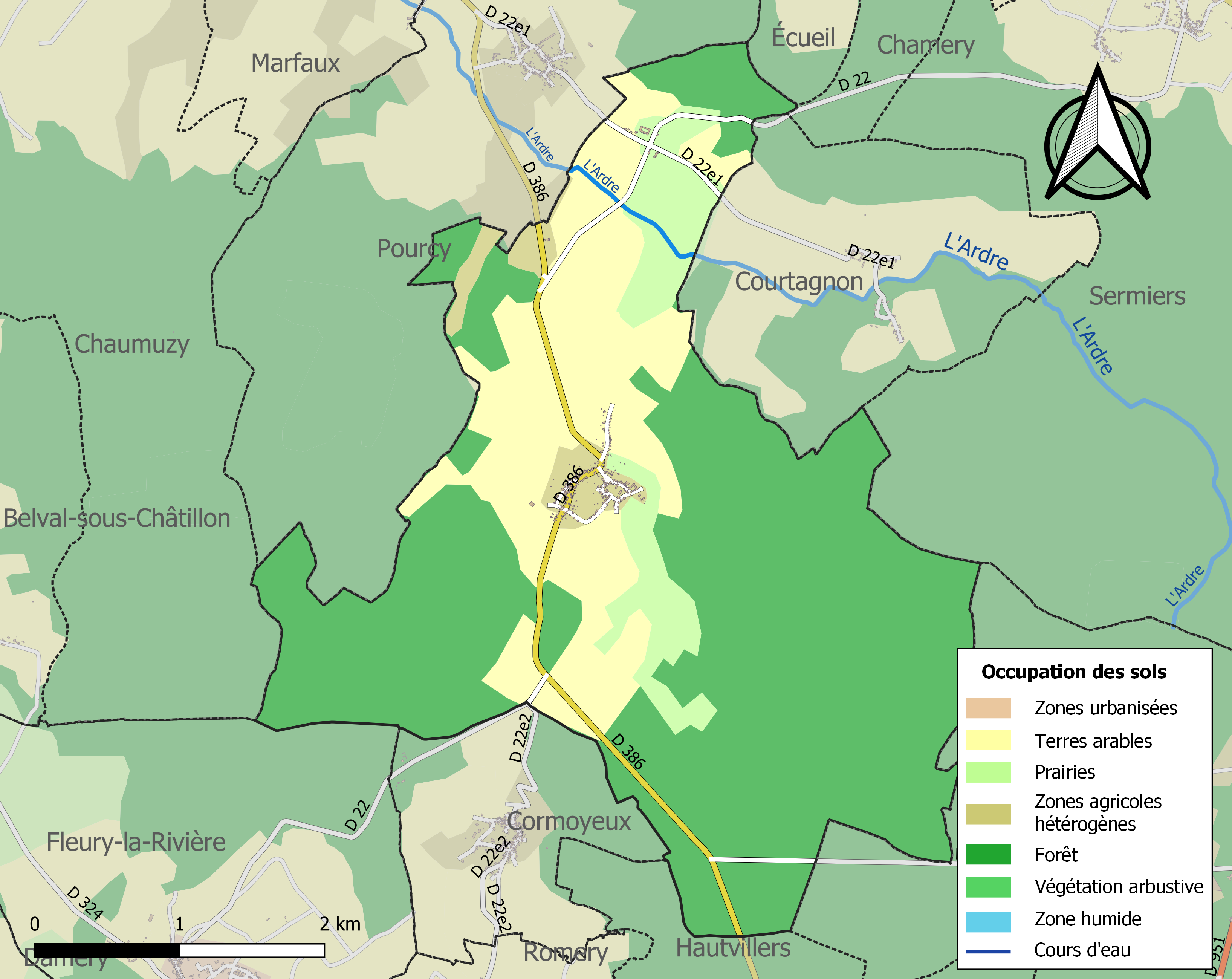
Carte des infrastructures et de l'occupation des sols de la commune en 2018 (CLC).

### Logement
En 2017, l'Insee recense 126 logements à Nanteuil-la-Forêt (sept de plus qu'en 2012). Ces logements sont à 96 % des maisons et à 1,6 % des appartements. En conséquence, 88,6 % des résidences principales comptent au moins 4 pièces et 70,5 % en comptent 5 ou plus.
Parmi les logements recensés dans la commune, 83,3 % sont des résidences principales, 7,9 % des résidences secondaires et 8,7 % des logements vacants. Près de neuf ménages sur dix sont propriétaires de leur logement (88,6 %), un chiffre largement supérieur à la moyenne intercommunale (71 %) et à la moyenne départementale (51,2 %).
Le tableau ci-dessous présente une comparaison de quelques indicateurs chiffrés du logement pour Nanteuil-la-Forêt, la communauté de communes de la Grande Vallée de la Marne (CCGVM) et le département de la Marne :
|                                        | Nanteuil-la-Forêt | CCGVM | Marne   |
| -------------------------------------- | ----------------- | ----- | ------- |
| Ensemble des logements                 | 126               | 7 459 | 294 041 |
| Part des résidences principales (en %) | 83,3              | 88,2  | 88,4    |
| Part des résidences secondaires (en %) | 7,9               | 2,8   | 2,7     |
| Part des logements vacants (en %)      | 8,7               | 8,9   | 8,9     |

Parmi les 384 résidences principales construites avant 2015, 36,3 % l'avaient été avant 1945, 7,8 % entre 1946 et 1970, 20,6 % entre 1971 et 1990, 8,8 % entre 1991 et 2005 et 26,5 % entre 2006 et 2014. Nanteuil-la-Forêt a ainsi vu son nombre de logements doubler entre 1968 et 2017.
Le tableau ci-dessous présente l'évolution du nombre de logements sur le territoire de la commune, par catégorie, depuis 1968 :
|                        | 1968 | 1975 | 1982 | 1990 | 1999 | 2007 | 2012 | 2017 |
| ---------------------- | ---- | ---- | ---- | ---- | ---- | ---- | ---- | ---- |
| Résidences principales | 44   | 42   | 50   | 65   | 67   | 77   | 93   | 105  |
| Résidences secondaires | 16   | 22   | 20   | 20   | 14   | 14   | 18   | 10   |
| Logements vacants      | 4    | 7    | 5    | 0    | 6    | 6    | 8    | 11   |
| Total                  | 64   | 71   | 75   | 85   | 87   | 97   | 119  | 126  |

### Risques naturels et technologiques
Le territoire de Nanteuil-la-Forêt est vulnérable a peu de risques naturels. La commune n'est pas dans l'obligation d'élaborer un document d'information communal sur les risques majeurs, ni un plan communal de sauvegarde.
Nanteuil-la-Forêt n'a fait l'objet que d'un arrêté reconnaissant l'état de catastrophe naturelle pour des inondations, coulées de boue et mouvements de terrain, en 1999. La commune est affectée par le phénomène de retrait-gonflement des argiles (risque moyen). Le risque sismique est très faible sur son territoire. De même, le potentiel radon de la commune est faible.
La commune n'est concernée par aucun risque technologique particulier.

## Toponymie
Le 13 février 1974, la commune de Nanteuil-la-Fosse devient officiellement Nanteuil-la-Forêt.
Le nom de la localité est attesté sous les formes Nantoilum (vers 850) ; Nantolium (vers 1172) ; Nantuel, Nantueil (vers 1222) ; Nanthueil (1229) ; Nanthuiel (1240) ; Nantoil (1251) ; Namptolium (1260) ; Nantholium in Tardano (1303-1312) ; Nantheuil (1352) ; Nanthueil es Montaingnes de Rains ; Nanthueil en la Montaigne de Reims (1396) ; Nantheul-en-la-Fosse (1415) ; Nantueil-la-Fosse (1455) ; Nanthueil-le-Fossé (1465) ; Nampteuil-la-Fosse (1522) ; Nampthueil-en-la-Fosse (1543) ; Nantheuil-la-Fosse (1777).
Nanteuil : du gaulois nanto « vallée » et *ialo- « lieu défriché, clairière »,, dans la forêt commune avec Fleury-la-Rivière.
L'ancien déterminant devait faire allusion à une « Fosse aux Loups » (fosses artificielles pour piéger le loup).

## Histoire
La commune fut d'abord connue sous le nom de Nanteuil-la-Fosse, en Tardenois (souvent confondue avec Nanteuil-la-Fosse, en Soissonnais : confusion commise par l'érudit Maximilien Melleville dans son Dictionnaire historique de l'Aisne, 1865, t. II, p. 151-152 ; alors que l'historien Claude Carlier, dans son Histoire du duché de Valois, 1764, t. II, p. 18-21, n'affirmant rien de tel, indiquait au contraire nettement l'obédience champenoise et non pas soissonnaise de notre Nanteuil ; le site MedLands admet la version tardenoise) ; elle relevait du comté de Champagne, châtellenie d'Ouchy.
Au Moyen Age, la seigneurie, appartint à une famille dite de Nanteuil, fondue dans les Châtillon par le mariage de l'héritière Helvide de Nanteuil avec Gaucher (Ier) (vers 1145-vers 1188/1190), fils puîné de Gaucher II, seigneur de Châtillon. - Helvide († en 1204) et enterrée à l'abbaye d'Igny, apporta aussi à son mari Faverolles et Cumy, Trélon, peut-être Suippes (à moins que Gaucher n'eût ce dernier fief de son propre chef) ; Gaucher était lui-même, sans doute par une ascendance Pierrefonds, seigneur d'Autrêches. Leurs descendants prennent le nom de Nanteuil.
- Leur fils cadet Guillaume († vers 1214), hérita d'Autrêches, et leur aîné - Gaucher II († vers 1224), époux 1° ~1204 de Sophie (probablement d'Aspremont-en-Woëvre, veuve d'Anseau III de Garlande et peut-être de Louis de Chiny), et 2° ~1215 d'Adélaïde de Béthune-Terremonde, reçut Nanteuil, Faverolles, Treslon et Suippes, ainsi que Ville et Chambrecy. Les frères et sœurs puînés de Gaucher II de Nanteuil et Guillaume d'Autrêches semblent être : Milon, prévôt de Reims puis évêque de Beauvais en 1217-1234 ; les chevaliers bannerets Guy († vers 1197/1200) et André († ap. 1219 ; il semble épouser Béatrice de Rethel) ; Agnès (x Nicolas II de Bazoches) ; et Marie/Alix de Nanteuil (x Hugues de Pomponne sire de St-Germain-en-Brie : à Marles ?).

Le fils de Gaucher II et de Sophie, - Gaucher III (~1205-~1242), épousa en 1227 Marie de Brienne-Ramerupt, qui lui donna : Erard Ier de Nanteuil ; Alix (x Jean II de Choiseul d'Aigremont) ; et Aliénor (x Philippe de Trie). - Erard Ier, † vers 1267/1269, prit pour femme en 1257 Mabile de Villehardouin de Lézinnes et fut père de - Gaucher IV (vers 1258/1265-vers 1306), qui contracta semble-t-il deux mariages : x 1° Marguerite de Roucy du Bois/du Bos de Thosny, dame de Germaine, et 2° Marguerite de Nanteuil/de Nanteau de Thors (rameau cadet des Nemours-Villebéon), et fut père à son tour : d'Isabeau/Isabelle, dame de Treslon et Faverolles (fille de Marguerite de Nanteau ? ; x Pierre II de Garencières) ; de Marguerite, dame de Nanteau (fille de Marguerite de Nanteau ; x Pierre de Gui(g)neville/de Gaineville) ; et - d'Erard II, sire de Nanteuil-la-Fosse († ap. 1336 ; fils de Marguerite de Nanteau ?), qui épouse vers 1305/1318 Marguerite de Vaudémont :
- leur fils - Erard III († vers 1350/1351) eut de sa femme Alix de Thianges, dame de Drony, remariée veuve à Jean de Châteauvillain de Luzy, un fils, - Gaucher V sire de Nanteuil et de Drony, qui mourut vers 1365, sans postérité de sa femme - Marguerite, fille de Simon de Pierrepont, comte de Roucy et de Braine ; [et possiblement une fille, de nom inconnu, qui aurait transmis Germaine (Germaine rencontrée plus haut ? ou Germaine proche de Nanteuil ?) à son mari Hugues de Châtillon, un des nombreux fils de Jean de Châtillon et frères de Charles ?].

Ladite Marguerite de Roucy-Pierrepont, veuve de Gaucher V, se remaria à Robert III de Coucy-Pinon, arrière-petit-fils du maréchal Robert de Pinon, puis à Hugues de Clary. Elle hérita de Nanteuil, qu'à sa mort sans postérité en 1384 elle légua à son frère - Hugues II comte de Roucy († 1395). Sans doute par un legs, une vente ou un échange, Nanteuil passa à - Bonne de Bar, fille de Robert, 1er duc de Bar, et femme de Waléran de Luxembourg-Ligny (la femme d'Hugues II de Roucy, Blanche de Coucy-Montmirail, était la cousine germaine du père de Marie Ire de Coucy, la belle-sœur de Bonne de Bar). Bonne de Bar vendit Nanteuil en novembre 1418 à - Jean II de Neuchâtel-Bourgogne-Montaigu, vicomte de Bl(a)igny, un descendant par les femmes du connétable Gaucher V, et cette nouvelle famille se fondit dans les d'Anglure d'Etoges par le mariage en 1458 de Jeanne, fille héritière d'Humbert de Neuchâtel-Montaigu, avec Marc-Antoine Saladin d'Anglure.
Mais il semble bien qu'Humbert de Montaigu avait déjà vendu à - Nicolas Rol(l)in, et que le fils de ce dernier, Antoine Rolin, céda Nanteuil dès octobre 1464 à - Jean Chardon, bailli de Reims. Une descendante de ce dernier, - Madeleine Chardon († 1543), dame de Cramaille par acquisition, fille de Thomas Chardon (né vers 1430 ; fils de Jean Chardon ?), transmit Nanteuil et Cramaille à son mari - Jean de Bohan/de Boham, sire de Voncq et Clamecy (issu en lignée féminine des comtes de Grandpré), épousé en 1508 : leur fille Perrette de Boham, dame de Cramaille, épousa 1° son cousin Nicolas de Bézannes de Condé et/ou Philippe de Courtignon de Moyembrie, et 2°/3° Jean Le Vergeur d'Acy,
- et leur fils - Thomas Ier de Boham continua les sires de Nanteuil, avec son fils - Nicolas, père de - Thomas II, père de - Claude de Boham, comte de Nanteuil et sire de Moyembrie, père de Charlotte-Claire (x Pierre de Pleurre : Postérité) et de - Louis de Boham (fl. 1659 ; gouverneur et Grand-bailli de la Loeve, rive droite de la Lys), dont la fille unique - Jeanne-Marguerite de Boham, dame de Nanteuil, maria sans postérité 1° Jean-François du Tillet de Montramé, vicomte d'Ay, † 1675[31], et 2° 1708 Anne-Charles, comte de La Rouère. - Marie-Berthe-Gombertine-Marguerite du Tillet, deuxième fille de Jean-François et de sa première femme Charlotte-Marie de Brunfay, épousée en 1646, était appelée Mademoiselle de Nanteuil : sa belle-mère Jeanne-Marguerite de Boham lui légua sans doute Nanteuil ; elle maria en 1708 Charles-François-Louis (de) Cauchon : Postérité[32].

Armes des Châtillon-Nanteuil-la-Fosse : de gueules aux trois pals de vair, sous un chef d'or chargé à dextre d’un léopard de gueules.
Par décret du 29 mars 2017, la commune est détachée le 31 mars 2017 de l'arrondissement de Reims pour intégrer l'arrondissement d'Épernay.

## Politique et administration

### Rattachements administratifs et électoraux
Du point de vue administratif, la commune est rattachée à l'arrondissement d'Épernay, dans le département de la Marne en région Grand Est. Jusqu'en 2017, elle appartenait à l'arrondissement de Reims.
Sur le plan électoral, Nanteuil-la-Forêt fait partie du canton d'Épernay-1 (pour les élections départementales) et de la troisième circonscription de la Marne (pour les élections législatives). Avant le redécoupage cantonal de 2014, elle faisait partie du canton de Châtillon-sur-Marne.

### Intercommunalité
Nanteuil-la-Forêt est membre de la communauté de communes de la Grande Vallée de la Marne, abrégée en CCGVM.
Au 1er janvier 2021, la commune appartient également aux intercommunalités suivantes (syndicats mixtes) : le SM pour l'aménagement de l'Ardre et le SM de réalisation et de gestion du parc naturel régional de la Montagne de Reims.

### Tendances politiques et résultats
L'électorat de Nanteuil-la-Forêt est généralement favorable à la droite.

### Administration municipale
| Période                                  | Période  | Identité                 | Étiquette | Qualité |
| ---------------------------------------- | -------- | ------------------------ | --------- | ------- |
| Les données manquantes sont à compléter. |          |                          |           |         |
| avant 1995                               | ?        | Roger Poittevin          |           |         |
| 2001                                     | 2016     | Marie Villers            |           |         |
| 2016                                     | 2020     | Jean-François Marechalle |           |         |
| 2020                                     | en cours | Sébastien Grangé         |           |         |

### Jumelage
Au 1er janvier 2021, Nanteuil-la-Forêt n'est jumelée avec aucune commune.

## Équipements et services publics

### Eau et assainissement
L'approvisionnement en eau potable et l'assainissement des eaux usées sont des compétences de la communauté de communes de la Grande Vallée de la Marne (CCGVM).
En 2019, les deux installations de production d'eau potable en état de fonctionnement de l'intercommunalité sont le captage de Bisseuil et le forage de Tauxières-Mutry. Concernant le stockage de l'eau potable, Nanteuil-la-Forêt accueille un réservoir de 200 m3.
L'assainissement des eaux usées de la commune est assuré, de manière collective, par une station d'épuration par lagunage d'une capacité de 267 équivalents-habitants.

### Gestion des déchets
La CCGVM est également compétente en matière de déchets. Elle organise le ramassage des déchets, en distinguant les ordures ménagères, les biodéchets, les déchets recyclables, le verre et les ordures ménagères des habitats collectifs (Nanteuil-la-Forêt n'est pas concernée par cette dernière prestation). Les déchets (hors verre) sont ensuite valorisés par le syndicat de valorisation des ordures ménagères de la Marne (SYVALOM).
La CCGVM met à disposition de ses habitants quatre déchetteries à Aÿ, Dizy, Mareuil-sur-Ay et Tours-sur-Marne.

### Postes et télécommunications
Le code du NRA (Orange uniquement) est NFL51. il est raccordé en fibre optique, l'ADSL2+ est disponible depuis le 25 mars 2013.

### Justice et sécurité
Du point de vue judiciaire, Nanteuil-la-Forêt relève du conseil de prud'hommes, du tribunal de commerce, du tribunal judiciaire, du tribunal paritaire des baux ruraux et du tribunal pour enfants de Reims, dans le ressort de la cour d'appel de Reims. Pour le contentieux administratif, la commune dépend du tribunal administratif de Châlons-en-Champagne et de la cour administrative d'appel de Nancy.
Nanteuil-la-Forêt est située en secteur Gendarmerie nationale et dépend de la brigade de Dizy.
En matière d'incendie et de secours, la caserne la plus proche est le centre de secours principal d'Épernay, qui dépend du Service départemental d'incendie et de secours (SDIS) de la Marne. La commune bénéficie également du centre de première intervention intercommunal de la Grande Vallée de la Marne, situé à Aÿ-Champagne et composé d'une vingtaine de sapeurs-pompiers volontaires.

## Population et société

### Démographie
L'évolution du nombre d'habitants est connue à travers les recensements de la population effectués dans la commune depuis 1793. Pour les communes de moins de 10 000 habitants, une enquête de recensement portant sur toute la population est réalisée tous les cinq ans, les populations de référence des années intermédiaires étant quant à elles estimées par interpolation ou extrapolation. Pour la commune, le premier recensement exhaustif entrant dans le cadre du nouveau dispositif a été réalisé en 2007.

En 2022, la commune comptait 300 habitants, en évolution de +12,36 % par rapport à 2016 (Marne : −1,19 %, France hors Mayotte : +2,11 %).
| 1793 | 1800 | 1806 | 1821 | 1831 | 1836 | 1841 | 1846 | 1851 |
| ---- | ---- | ---- | ---- | ---- | ---- | ---- | ---- | ---- |
| 318  | 307  | 347  | 324  | 351  | 334  | 341  | 358  | 363  |

| 1856 | 1861 | 1866 | 1872 | 1876 | 1881 | 1886 | 1891 | 1896 |
| ---- | ---- | ---- | ---- | ---- | ---- | ---- | ---- | ---- |
| 322  | 345  | 325  | 299  | 325  | 292  | 266  | 267  | 260  |

| 1901 | 1906 | 1911 | 1921 | 1926 | 1931 | 1936 | 1946 | 1954 |
| ---- | ---- | ---- | ---- | ---- | ---- | ---- | ---- | ---- |
| 311  | 281  | 268  | 266  | 205  | 168  | 140  | 161  | 137  |

| 1962 | 1968 | 1975 | 1982 | 1990 | 1999 | 2006 | 2007 | 2012 |
| ---- | ---- | ---- | ---- | ---- | ---- | ---- | ---- | ---- |
| 153  | 127  | 118  | 142  | 210  | 176  | 207  | 211  | 236  |

| 2017 | 2022 | - | - | - | - | - | - | - |
| ---- | ---- | - | - | - | - | - | - | - |
| 282  | 300  | - | - | - | - | - | - | - |

### Cultes
L'église de Nanteuil-la-Forêt est de confession catholique. La commune fait partie de la paroisse « Notre-Dame du Chêne », avec les villages voisins de Champillon, Cumières, Dizy, Germaine, Hautvillers et Saint-Imoges. La paroisse dépend du diocèse de Reims.

## Économie
Nanteuil-la-Forêt possède un vignoble de six hectares en appellation Champagne.

## Culture locale et patrimoine

### Lieux et monuments

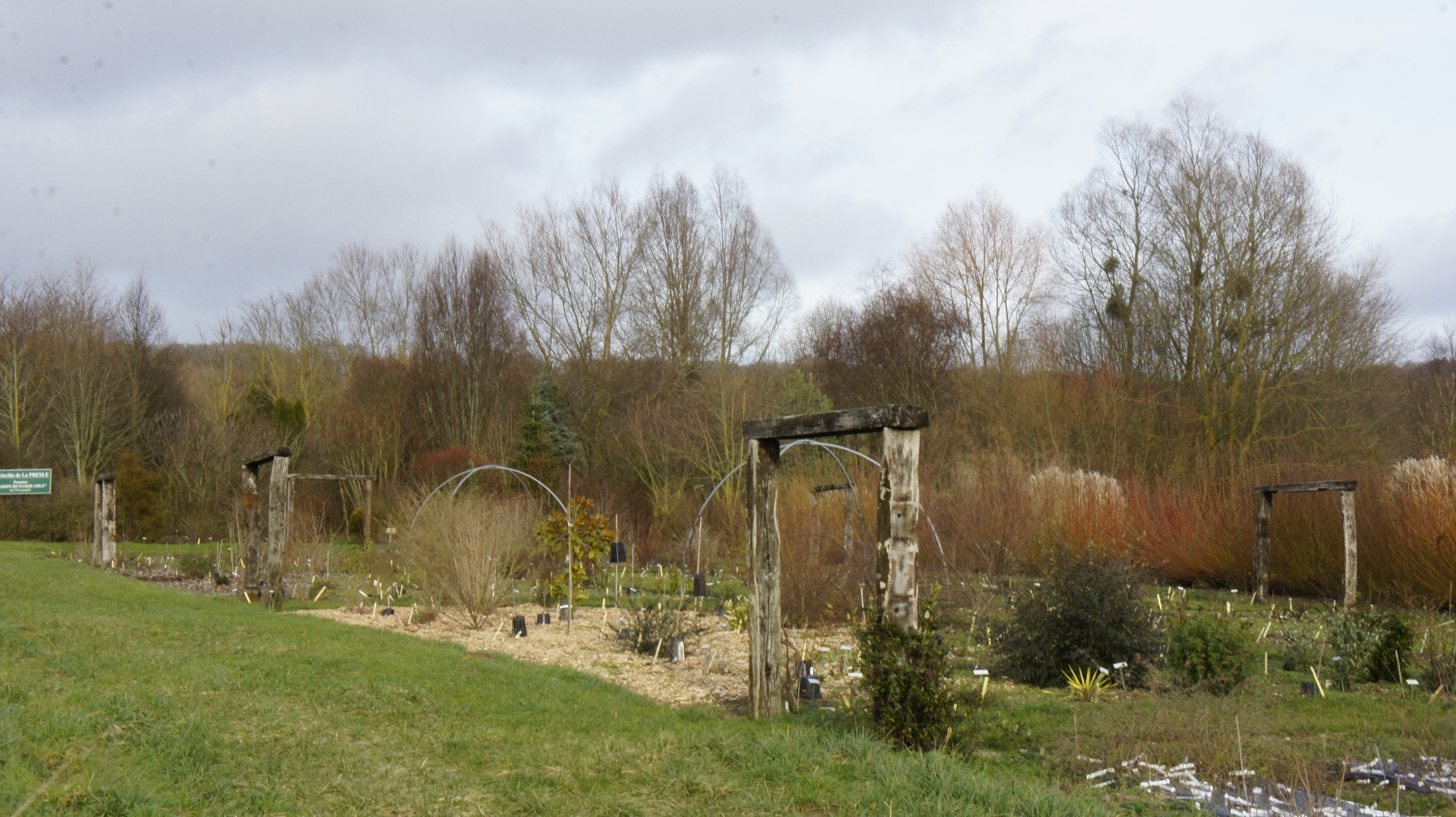
Jardin remarquable de la Presle.

- Le centre botanique de La Presle classé comme Jardin remarquable est aussi un conservatoire national pour les saules[79].